# Extraterrestrial Live
Albums de Blue Öyster Cult
Fire of Unknown Origin The Revölution by Night
Extraterrestrial Live est le troisième album live du groupe de hard rock américain Blue Öyster Cult. Il est sorti en avril 1982 sur le label Columbia sous forme de double album. Il est produit par Sandy Pearlman et George Geranios.

## Historique
Cet album, un résumé des premières périodes du groupe, contient des classiques comme "Dominance and submission" et "(Dont't fear) the reaper" ou, dans « des versions imparables », "Veteran of the Psychic Wars" et "Godzilla". La production, œuvre de Sandy Pearlman, un des maîtres du hard rock américain, est particulièrement soignée et il ressort de ces enregistrements une musique aux arrangements rigoureux et d'une grande sophistication mélodique. C'est la première fois que les sulfureuses paroles des chansons sont accessibles au grand public. Rick Downey, remplaçant Albert Bouchard durant la tournée, est le nouveau batteur du groupe, le Blue Öyster Cult s'offrant les services de Robbie Krieger, le guitariste des Doors, pour une reprise de "Roadhouse Blues".
La fin d'Extraterrestrial Live est révélatrice des nouveaux objectifs d'alors du groupe : « la science-fiction et le passage d'une vision politique extrémiste à un ésotérisme noir ».

## Liste des titres
| 1. | Dominace and Submission            | Eric Bloom, Albert Bouchard, Sandy Pearlman | Poughkeepsie, NY, 11 février 1980  | 5:56 |
| 2. | Cities on Flame with Rock and Roll | A. Bouchard, Donald Roeser, Pearlman        | Philadelphie, PA, 31 décembre 1981 | 5:19 |
| 3. | Dr. Music                          | Joe Bouchard, Roeser, Richard Meltzer       | Long Island, NY, 30 décembre 1981  | 3:40 |
| 4. | The Red and the Black              | Bloom, A. Bouchard, Pearlman                | Pembroke Pines, FL, 9 octobre 1981 | 4:39 |

| 5. | Joan Crawford                          | A. Bouchard, Rigg, Roter              | Pembroke Pines, FL, 9 octobre 1981 | 5:17 |
| 6. | Burnin' for You                        | Roeser, Meltzer                       | Pembroke Pines, FL, 9 octobre 1981 | 4:50 |
| 7. | Roadhouse Blues (reprise de The Doors) | Morrison, Manzarek, Krieger, Densmore | Reseda, CA, 15 décembre 1981       | 9:06 |

| 8.  | Black Blade       | Bloom, Michael Moorcock, Trivers | Long Island, NY, 17 octobre 1980   | 6:17 |
| 9.  | Hot rails to Hell | Joe Bouchard                     | Long Island, NY, 30 décembre 1981  | 5:03 |
| 10. | Godzilla          | Roeser                           | Pembroke Pines, FL, 9 octobre 1981 | 7:46 |

| 11. | Veteran of the Psychic Wars             | Bloom, Moorcock  | Pembroke Pines, FL, 9 octobre 1981 | 8:11 |
| 12. | E.T.I. (Extra Terrestrial Intelligence) | Roeser, Pearlman | Pembroke Pines, FL, 9 octobre 1981 | 5:20 |
| 13. | (Don't Fear) The Reaper                 | Roeser           | Pembroke Pines, FL, 9 octobre 1981 | 6:42 |

## Musiciens
Blue Öyster Cult
- Eric Bloom: chant principal, guitare, claviers
- Donald "Buck Dharma" Roeser: guitare solo, chant
- Allen Lanier: claviers, guitare
- Joe Bouchard: basse, chant
- Rick Downey: batterie, chant
- Albert Bouchard: batterie sur "Dominance and Submission" et "Black Blade"

Invité
- Robbie Krieger: guitare sur "Roadhouse Blues"

## Charts
| Pays                          | Durée du classement | Meilleur classement | Date           |
| ----------------------------- | ------------------- | ------------------- | -------------- |
| Canada (RPM)                  | 3 semaines          | 37e                 | 12 juin 1982   |
| États-Unis (Billboard 200)    | 19 semaines         | 29e                 | 3 juillet 1982 |
| Royaume-Uni (UK Albums Chart) | 5 semaines          | 39e                 | 23 mai 1982    |